# 弓場沙織
弓場沙織（日语：／ Yumiba Saori，1977年11月25日—）是日本東京都出身的女性演員、聲優，Production baobab所屬。

## 生平
- 劇團出身的演員。
- 吹替作品中，基本是姬拉·麗莉的專屬配音員。

## 配音作品

### 電視動畫
2006年
- 我們這一家（真記（マキティ）　やよい、メイド）
- 魔女之刃（諾拉）
- Keroro軍曹（小百合）
- 蠟筆小新（マキティ）
- 結界師（篠原真櫻）
- 爆球Hit! 轟烈彈珠人（ダラミ）

2007年
- 星界死者之書（燻京香）
- Myself ; Yourself（音樂老師）

2008年
- 古代王者 恐竜キング Dキッズ・アドベンチャー 翼竜伝説（ミハサ（2代目）、アラミス）

2016年
- 逆轉裁判 (動畫) （狩魔冥）

### 遊戲
- 王國之心 II（エリザベス・スワン）

### 吹替
電視/電影
- 大綱越前（菊江）

## 外部連結
- 事務所公開簡歷 （页面存档备份，存于）（日語）